# キリバス時間
キリバス時間（キリバスじかん）は現在、UTC+12、UTC+13、UTC+14の3つの標準時が使用されている。夏時間はない。

## 歴史
キリバスの主な領土は元イギリス領のギルバート諸島と元アメリカ領のフェニックス諸島およびライン諸島から成り、その経緯から1979年の独立当初はUTC+12、UTC-10、UTC-11の標準時が使用されていた。しかし、これにより国内で日付が丸一日違う非効率な状況を生んでいた。これを改善するため、1994年12月31日から1995年1月1日にかけてフェニックス諸島とライン諸島の標準時をそれぞれ24時間早いUTC+13とUTC+14に変更し、日付変更線を同国の東側に移動させた。2023年現在、他にUTC+14を採用する国はなく、同国は「世界で一番早く新しい一日を迎える国」として知られる。

## 地域別の時間帯
- UTC+12
  - ギルバート諸島（首都タラワはこの時間帯を使用している）
- UTC+13
  - フェニックス諸島
- UTC+14
  - ライン諸島

## IANA time zone database
IANA time zone databaseのzone.tabには、キリバスの標準時として以下の3つの時間帯が含まれている。
| 国コード | 座標        | TZ                 | 注釈             | 協定世界時との差 | 夏時間 | 備考 |
| -------- | ----------- | ------------------ | ---------------- | ---------------- | ------ | ---- |
| KI       | −0308−17105 | Pacific/Enderbury  | フェニックス諸島 | +13:00           | +13:00 |      |
| KI       | +0152−15720 | Pacific/Kiritimati | ライン諸島       | +14:00           | +14:00 |      |
| KI       | +0125+17300 | Pacific/Tarawa     | ギルバート諸島   | +12:00           | +12:00 |      |